# 障害の一覧
障害の一覧（しょうがいのいちらん）とは現在ある障害を五十音で並べたものである。

## あ行
- 愛着障害
- アスペルガー症候群
- アンジェルマン症候群
- 居眠り病
- 音声機能障害

## か行
- 下肢障害
- カナー症候群
- 学習障害
- 乾皮症
- 記憶障害
- 吃音症
- 気分障害
- 強迫性障害
- 強度行動障害
- 起立性調節障害
- 筋ジストロフィー
- クライネ・レビン症候群
- 構音障害
- 高機能自閉症
- 高次機能障害
- 更年期障害
- 広汎性発達障害

## さ行
- 視覚障害
- 失語症
- 肢体不自由
- 身体障害
- 自閉症
- 上肢障害
- 情緒障害
- 人格障害
- 自律神経失調症
- 心的外傷後ストレス障害
- 精神疾患
- 摂食障害
- 双極性障害
- 性同一性障害

## た行
- 第14番染色体父親性ダイソミー症候群
- ダウン症候群
- チック症
- 知的障害
- 聴覚障害
- 低機能自閉症
- 適応障害
- 統合失調症
- トゥレット症候群
- 特発性過眠症
- 読字障害

## な行
- 内部障害
- 認知障害
- 認知症

## は行
- 発達障害
- 反復性過眠症
- 場面緘黙症
- パニック障害
- パーキンソン病
- パーソナリティ障害
- 不安障害
- 不眠症
- 平衡機能障害

## ま行
- 味覚障害
- 免疫機能障害

## アルファベット/数字
- ADHD
- ASD